# 三家山遗址
三家山遗址，位于中国甘肃省兰州市西固区，为一个省级文物保护单位，类型为古遗址。
三家山遗址的历史年代为新石器时代。